# 半熟卵 (テレビドラマ)
『半熟卵』（はんじゅくたまご）は、1994年10月21日から同年12月16日までフジテレビ系列局で放送されていたテレビドラマである。フジテレビとAVECの共同製作。全10話。放送時間は毎週金曜 20:00 - 20:54 （日本標準時）、最終回のみ19:30 - 20:54に放送。
本放送時には、当初は12月23日まで全10話が放送される予定であったが、12月16日に第9話と第10話を編集したものを90分スペシャルとして放送したため、結果として1話分短縮となった。再放送時には、本来の放送スケジュール通りに10回に分けて放送された。

## あらすじ
6年前に夫を病気で亡くすも、明るく元気に女手一つで娘3人を育てる母親、かなりミーハーで子供っぽい長女、高校生の次女、冷静で大人びた末っ子。マイペースだが家族思いの女4人家族が繰り広げる笑い溢れる物語。

## キャスト
- 大場町子：篠ひろ子
- 大場歌南（次女）：内田有紀
- 大場結花（長女、デパート勤務）：田中律子
- 大場菜生（三女）：ともさかりえ
- 丸山聡（結花の恋人、歯科医）：森脇健児
- 沢村透（歌南の恋人）：大浦龍宇一
- 川村典子（歌南の親友）：秋本祐希
- 本木光児：加藤晴彦
- 中井順（菜生のボーイフレンド）：森田剛（元 V6、当時 ジャニーズJr.）
- 神部一郎：水谷あつし
- 藤井佐和子：稲森いずみ
- 大場昌彦（大場家の亡き夫）：遠藤一彦
- 居酒屋の店長：きよ彦
- 岡田あつ子：古谷美央
- 松島美奈子：星遥子
- めぐちゃん：小橋めぐみ
- シンちゃん：池田貴族
- 大橋弓子：内田あかり
- 松島宏（結花の上司）：鶴見辰吾
- 小柳晴夫（ラーメン屋）：田原俊彦

## スタッフ
- 脚本：梅田みか
- 演出：楠田泰之、柴崎正
- プロデュース：楠田泰之、柴崎正
- オープニングイラスト：吉富貴子
- オープニングCG：モウリアートワークススタジオ
- アクションコーディネーター：佐々木修平
- 技術協力：渋谷ビデオスタジオ
- 美術協力：フジアール
- 企画：宅間秋史 (フジテレビ)、金田耕司 (フジテレビ)、阿部祐三 (AVEC)
- 制作：フジテレビ、AVEC

## 主題歌
「TENCAを取ろう! -内田の野望-」
作詞：川咲そら、広瀬香美 / 作曲：筒美京平 / 編曲：松本晃彦 / 歌：内田有紀（キングレコード）

## エンディングの歌コーナー
エンディングの後、楽屋オチの演出で、内田と大浦が撮影終了後のスタジオセットでデュエットするコーナーがあった。最終回は、オールキャスト歌唱からオールアップ打ち上げの流れになっている。
- 1.2.3.6.7.8.9：ヘイ・ポーラ
- 4.5.10：見上げてごらん夜の星を

## 放送日程
| Egg      | 本来のサブタイトル       | 新聞テレビ欄での表記                                                         | 備考                                                                                           |
| -------- | ------------------------ | ---------------------------------------------------------------------------- | ---------------------------------------------------------------------------------------------- |
| Egg 1    | ママのお見合い           | 史上最悪の美女家族・ママがお見合い ! ?                                       | ゲスト：萩原流行                                                                               |
| Egg 2    | 嘘の合宿                 | PTA必見 ! ! 娘がウソのH合宿 ! ?                                              |                                                                                                |
| Egg 3    | 三角関係                 | 三姉妹よ貞淑であれ                                                           | 第3話・第4話ゲスト：高知東急（教師役） 第3話ゲスト：清水由貴子、芹沢名人 第4話ゲスト：三田恵子 |
| Egg 4    | 恋のバトル               | 修羅場 ! ! 恋のバトル…彼を絶対離さない                                       | 第3話・第4話ゲスト：高知東急（教師役） 第3話ゲスト：清水由貴子、芹沢名人 第4話ゲスト：三田恵子 |
| Egg 5    | 恋の決着                 | 恋と友情の板ばさみ                                                           | 第3話・第4話ゲスト：高知東急（教師役） 第3話ゲスト：清水由貴子、芹沢名人 第4話ゲスト：三田恵子 |
| Egg 6    | ママのときめき           | ママだって恋してる                                                           | ゲスト：小野寺昭、白鳥智恵子                                                                   |
| Egg 7    | ときには水着で           | 水着で悩殺 ! ! 三姉妹が色気で勝負                                            | ゲスト：おりも政夫、綾田俊樹                                                                   |
| Egg 8    | 湯気の中からアイラブユー | お湯の中からプロポーズ ! ! 男を誘惑混浴旅行                                  | 宮城県・松島ロケ                                                                               |
| Egg 9    | 恋の予報は雨模様         | 半熟卵最終回スペシャル お騒がせ！史上最強美女家族 ! ! 今年の聖夜は素敵に恋を | 本放送時には「Egg 9」と「Last Egg」を統合し、90分スペシャルとして放送（一部のネット局を除く）  |
| Last Egg | それぞれの聖夜           | 半熟卵最終回スペシャル お騒がせ！史上最強美女家族 ! ! 今年の聖夜は素敵に恋を | 本放送時には「Egg 9」と「Last Egg」を統合し、90分スペシャルとして放送（一部のネット局を除く）  |

「新聞テレビ欄での表記」欄のサブタイトルは放送当日の新聞各紙に掲載されたものであり、実際の放送では「Egg」欄のナンバリングと「本来のサブタイトル」欄のサブタイトルを組み合わせた表記が使われていた。

## 備考
- このドラマの撮影は、内田有紀のスケジュールの関係で1994年7月にクランクインし、番組放送開始前の10月8日にクランクアップとなった。
- 本放送の終了後、製作局のフジテレビでは再放送されなかったものの、系列地方局で順次再放送が行われた。また、系列外のテレビ北海道（テレビ東京系列）や名古屋テレビ（テレビ朝日系列）、2007年にはファミリー劇場（CS放送）でも放送された。2024年にTOKYO MXで放送された。前述の通り、再放送時には10回に分けて放送された。